# Leiocephalus etheridgei
Leiocephalus etheridgei är en ödleart som beskrevs av Pregill 1981. Leiocephalus etheridgei ingår i släktet rullsvansleguaner och familjen Tropiduridae. Inga underarter finns listade i Catalogue of Life.
Fossil av arten hittades i en grotta i Puerto Rico.